# Obispeño jezik
Obispeño jezik (ISO 639-3: obi), izumrli indijanski jezik kojim su nekada na području južnog primorja Kalifornije govorili Obispeño Indijanci. Klasificira se porodici čumaš, šira porodica hoka.

## Vanjske poveznice
- Ethnologue (14th)
- Ethnologue (15th)